# 施愛
施愛（1529年—？年），字欲吾，號六有，福建福州左衛官籍，江西撫州府臨川縣人，明朝政治人物、进士出身。

## 生平
六月初四日生，行十一，治《春秋》，由福州府學生中式嘉靖四十三年（1564年）甲子科福建鄉試第五十八名舉人，年三十一歲中式嘉靖四十四年（1565年）乙丑科會試第一百四十五名，第三甲第二百九十五名進士。吏部观政，四十五年十二月授浙江歸安縣知縣，隆慶三年（1569年）八月致仕，卒。

## 家族
曾祖施綸，七品散官；祖施士竒，訓導；父施世亨；母陳氏。嚴侍下，妻高氏，兄慤；可時，弟可學（教諭）；可畏；懋；慮；孝；思。